# 에른스트 부슈 연극예술학교

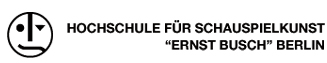

에른스트 부슈 연극예술학교(Hochschule für Schauspielkunst "Ernst Busch" Berlin)는 공연 예술을 중심으로 가르치는 독일의 예술 학교이다.

## 역사
에른스트 부슈 연극예술학교의 전신인 연극 학교는 막스 라인하르트(Max Reinhardt)에 의해 베를린에 세워졌다. 그는 Deutsches Theater(독일 극장)과 함께 협력해 연극학교를 만들었으며 루치에 회플리히(Lucie Höflich), 알베르트 슈타인류크(Albert Steinrück), 헤르미네 쾨르너(Hermine Körner) 등이 선생으로 가르쳤다. 당시 이 연극학교의 유명 졸업생으로는 베르타 드레스(Berta Drews), 하쎄(O. E. Hasse), 베르너 힌츠(Werner Hinz), 마리안네 호페(Marianne Hoppe)가 있다. 연극학교는 1951년에 Deutsches Theater와의 관계를 포기하고 국립 연극학교로 독립해 직업학교의 지위를 얻는다. 1971년에 인형극과정이 추가됐다. 1981년에는 대학의 지위를 인정받았고 감독과정이 추가됐다. 1980년에 사망한 독일의 가수이자 배우인 에른스트 부슈(Ernst Busch)의 이름을 따서 1981년부터 지금까지 학교이름으로 사용한다.
구 동독 시절 당시 유명 배우와 인형극 분야의 전문가들을 양성했다. 1988년에는 안무과정이 추가되었고 디트마르 세이퍼트 교수(Dietmar Seyffert)가 지도했다. 2006년부터는 무용과정도 추가되어 안무와 무대무용으로 나뉜다. 특히 무대무용은 베를린 국립 발레학교와의 협력에 의해 3년 학사과정으로 개설됐다.
통일 이후 뉴욕 타임스에 의해 1980년대의 뉴욕이라 불리고 있다.

## 같이 보기
- 독일
- 베를린

## 참조
1. ↑  HFS- Berlin Ernst Busch
2. ↑  New York Times 기사